# Цимбал Богдан Олександрович
Богда́н Олекса́ндрович Ци́мбал — український військовослужбовець, лейтенант Національної гвардії України, учасник російсько-української війни, що відзначився російського вторгнення в Україну. Герой України (2024).

## Життєпис
Народився в с. Лебединське Маріупольського району Донецької області. Після початку війни на сході України його родина перебралася до Маріуполя через те, що їхнє село прилягало до лінії фронту.
Ледь дочекавшись 18-річного віку, після закінчення 3 курсу Маріупольського професійного ліцею за прикладом старшого брата вступив на військову службу за контрактом до Окремого загону спеціального призначення «Азов» Національної гвардії України.
Російське вторгнення в Україну 2022 року зустрів у Маріуполі, обіймав посаду командира гармати. Під час оборони міста, коли артилеристи втратили гармати та боєприпаси і діяли як піхота, на одній із позицій керував взводом, у його підпорядкуванні було 22 бійці. 
22 березня у бою на заводі «Жовтень», що на вулиці Куїнджі, дістав тяжкі поранення — зокрема, у кисть, плечо, хребет, стегно. Удавав мертвого, коли ворог проходив поруч. Пізніше група, з якою був Богдан, відбила позицію і його евакуювали на «Азовсталь». 
25 березня евакуйований на підконтрольну Україні територію на гвинтокрилі.
Після лікування та реабілітації Богдан продовжив службу.
Від вересня 2023 до вересня 2024 ліквідував близько 100 російських вояків, знищив танк, 5 гармат, 9 військових автомобілів. Дістав поранення, але вже за два місяці продовжив виконувати бойові завдання в районі Серебрянського лісництва на межі Донецької та Луганської областей.
У травні 2025 року обіймав посаду командира бригадної артилерійської групи 12-ї бригади спецпризначення «Азов» НГУ.

## Родина
- Мама, бабуся та дядько загинули в Маріуполі, коли снаряд від танка влучив у їхню квартиру[3]
- Батько загинув у процесі «фільтрації», коли ворог дізнався, що його обидва сини служать у полку «Азов»[3]
- Старший брат Антон «Тасман», також артилерист полку «Азов»,командир гармати,  загинув 14 травня 2022 року на «Азовсталі»[3].

## Нагороди та відзнаки
- Звання Герой України з врученням ордена «Золота Зірка» (30 вересня 2024) — за особисту мужність і героїзм, виявлені у захисті державного суверенітету та територіальної цілісності України, самовіддане служіння Українському народові[4]. Вручення нагороди відбулось 1 жовтня 2024 президентом України Володимиром Зеленським у Києві під час урочистостей з нагоди Дня захисників і захисниць України[3];
- Орден «За мужність» ІІІ ступеня (18 грудня 2023) — за особисту мужність і самовідданість, виявлені у захисті державного суверенітету та територіальної цілісності України, сумлінне та бездоганне служіння Українському народові[5];
- Відзнака МВС України «Вогнепальна зброя» (пістолет Glock 19X) (15 червня 2023)[6];
- Медаль «За військову службу Україні» (2 квітня 2022)[7].